# Tuol Kokir Leu
Tuol Kokir Leu es una comuna (khum) del distrito de Mondol Seimá, en la provincia de Koh Kong, Camboya. En marzo de 2008 tenía una población estimada de 1023 habitantes.
Se encuentra ubicada al suroeste del país, en la zona de los montes Cardamomo y cerca de la costa del golfo de Tailandia.